# Nyamandi Adrian
Nyamandi Adrian (* 1991 in Berlin) ist ein deutscher Schauspieler.

## Leben
Im Alter von zehn Jahren erhielt Nyamandi Adrian die Hauptrolle des jungen Simba im Musical Der König der Löwen. Die Figur spielte er bis 2004. Der Berliner wuchs in Kreuzberg und Schöneberg auf und ging dort zur Schule. Sein Kameradebüt hatte er 2010 in dem Kurzdokumentarfilm Moabit Ost. Von 2013 bis 2016 erlernte er das Schauspiel an der HfMDK in Frankfurt am Main. Während seines Studiums spielte er am Schauspiel Frankfurt unter der Regie von Leonie Kubigsteltig die Hauptrolle des Simon im Stück Der Zeuge nach Vivienne Franzmann. Sein erstes Engagement nach seinem Studium erhielt er am Heimathafen Neukölln.
Sein Kinodebüt hatte Nyamandi Adrian neben Jannik Schümann in der deutsch-amerikanischen Koproduktion Deine Farbe. Der Film hatte seine Premiere auf den Hofer Filmtagen und lief danach auf vielen internationalen Festivals. Für seine Rolle des „Albert“ gewann Adrian mehrere Preise als bester Schauspieler. Unter anderem auf dem Filmfestival Manhattan 2021 den best actor award und auf dem Skiptown Playhouse Filmfestival Hollywood 2021 den best performance award. Weitere Auszeichnung als bester Schauspieler gewann er in Australien und Spanien. Darauf folgte 2019 der Dreh für den deutschen ARD/ARTE Fernsehfilm Herren (Regie : Dirk Kummer)welcher im gleichen Jahr für den Biberacher Filmpreis ausgezeichnet wurde. 2022 drehte Nyamandi Adrian für die Disney+-Serie Sam – Ein Sachse (Regie Soleen Yusef und Sarah Blaßkiewitz / Ufa Produktion) in berlin und Dresden. Seine aktuellsten Projekte sind 2023 Wir (Fernsehserie ZDF Neo) in der er an der Seite von Malick Bauer (Grimmepreiträger 2024) eine Hauptrolle übernahm .2023 spielte er neben Philip Froissant (Gewinner des Fernsehpreises) in der Serie Eine Billion Dollar (Serie auf Paramount + ) nach dem gleichnamigen Roman von Andreas Eschbach. Regie führten Florian Baxmeyer und Isabell Braak. Produziert wurde die Serie von Wiedemann & Berg. Dieses Jahr (2024) erschien der Netflix-Film 60 Minuten (Regie : Oliver Kienle, Produktion : Wiedemann und Berg) in der Nyamandi Adrian als Schauspieler mitwirkte.

## Filmographie (Auswahl)
- 2012: Der Landarzt (Fernsehserie, 1 Folge)
- 2018: Deine Farbe (Spielfilm)
- 2018: Unsere Jungs – Auch Strippen will gelernt sein
- 2019: Löwenzahn (Fernsehserie, 1 Folge)
- 2019: Herren (Fernsehfilm)
- 2020–2021: Alarm für Cobra 11 – Die Autobahnpolizei (Fernsehserie, 2 Folgen)
- 2021: Tribes of Europa (Fernsehserie, 1 Folge)
- 2021: Gefährliche Wahrheit (Fernsehfilm)
- 2021: Die Sterntaler des Glücks (Fernsehfilm)
- 2022: Soko Leipzig (Fernsehserie, 1 Folge)
- 2022: Letzte Spur Berlin (Fernsehserie, 1 Folge)
- 2023: WaPo Bodensee (Fernsehserie,  1 Folge)
- 2023: Sam – Ein Sachse (Fernsehserie, 4 Folgen)
- 2023: Wir (Fernsehserie, 12 Folgen)
- 2023: Eine Billion Dollar Paramount+ (Serie)
- 2024: 60 Minuten Netflix (Spielfilm)

## Hörspiele (Auswahl)
- 2023: Yassin Musharbash: Russische Botschaften (2. Teil) (Yazan) – Bearbeitung und Regie: Wolfgang Seesko (Original-Hörspiel – Deutschlandradio)

Quelle: ARD-Hörspieldatenbank

## Theater/Musical (Auswahl)
- 2001–2003: Der König der Löwen (Theater im Hafen Hamburg)
- 2005: Krieg im Sertão (Volksbühne Berlin)
- 2014–2015: Gefährliche Liebschaften (Schauspiel Frankfurt)
- 2014–2015: Der Zeuge (Schauspiel Frankfurt)
- 2016–2020: Peng Peng Boateng (Heimathafen Neukölln, Berlin)
- 2018: Stress (Hebbel am Ufer, Berlin)

## Auszeichnungen
- 2004: Bester Kinderdarsteller bei musicalkritik.de für Der König der Löwen
- 2018: Ikarus-Theaterpreis für Peng Peng Boateng
- 2019: Preis der Biberacher Filmfestspiele für Herren
- 2020: Best actor award beim Calella Film Festival für Deine Farbe
- 2020: Best performance beim GUFF award Australien für Deine Farbe
- 2021: Best actor award beim Queen Palm International Filmfestival Kalifornien für Deine Farbe
- 2021: Best performance award beim Skiptown Playhouse Filmfestival Hollywood für Deine Farbe
- 2021: Best actor award beim Filmfestival Manhattan für Deine Farbe